# Proibizionismo

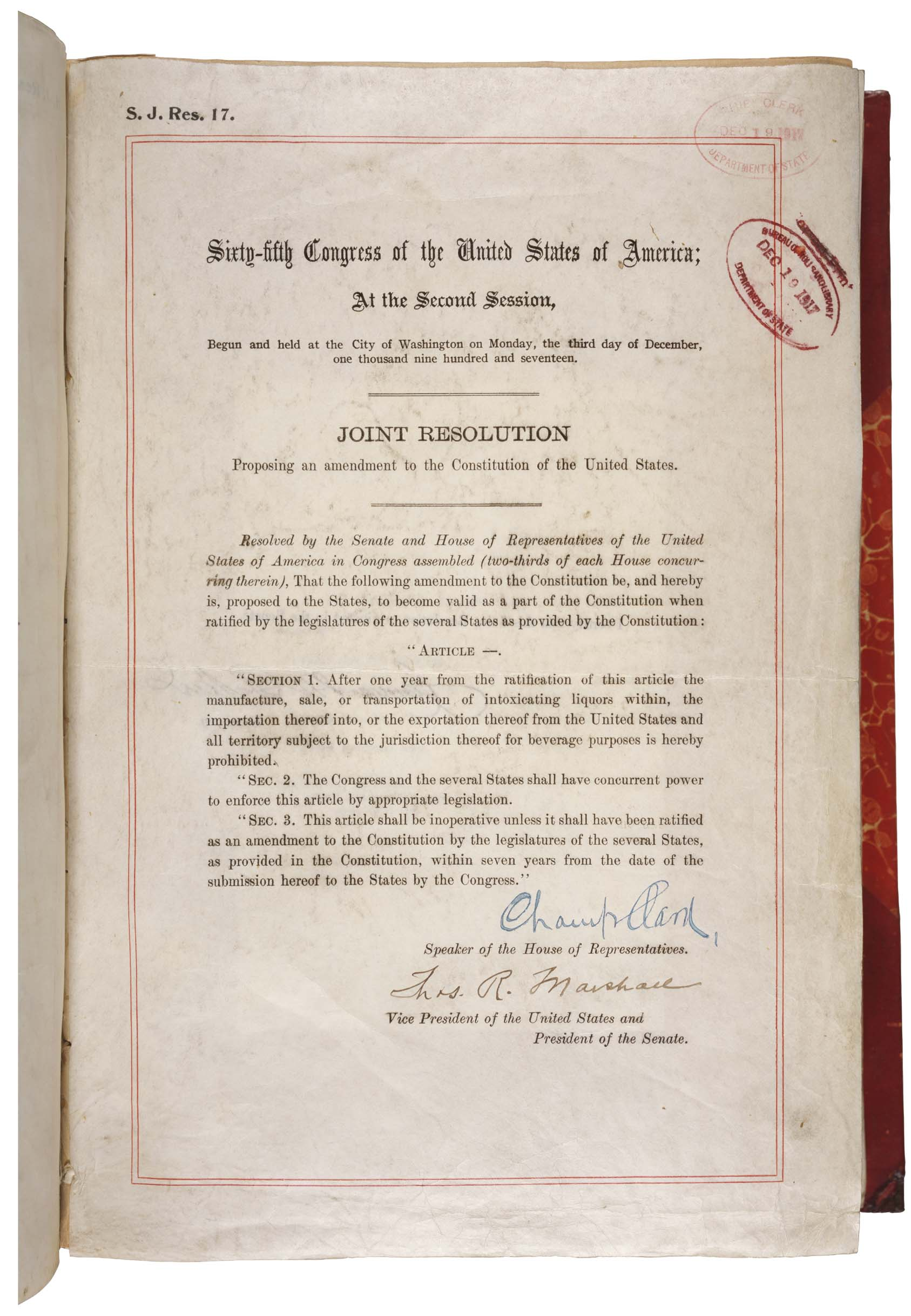
Il XVIII emendamento della costituzione degli Stati Uniti, che introdusse il divieto di fabbricazione e vendita di bevande alcoliche nel territorio statunitense

Con proibizionismo s'intende il periodo fra il 1920 e il 1933 in cui negli Stati Uniti d'America, tramite il XVIII emendamento e il Volstead Act, venne sancito il bando sulla fabbricazione, vendita, importazione e trasporto di alcool.
Ci si può comunque riferire, con questo termine, a ogni interdizione al consumo o alla vendita di determinate sostanze definite illecite da parte di governi o enti internazionali come l'ONU, col fine dichiarato di tutelare la salute pubblica e quella individuale dei cittadini. In questa chiave un proibizionismo è attualmente in vigore per sostanze come l'oppio, l'eroina, la cocaina, i derivati della cannabis e molte altre, a seconda della zona geografica e del contesto culturale. Può comunque essere anche interpretata in questo senso ogni proibizione proveniente "dall'alto", come ad esempio quella in vigore sulla prostituzione. I "proibizionismi" possono essere generalmente distinti in due tipologie: quelli più blandi, che proibiscono solo la vendita e il traffico della sostanza considerata illecita, e quelli a regime di tolleranza zero, dove anche il semplice consumo è sanzionato, amministrativamente o penalmente.

## Storia

### I precedenti del XVIII e XIX secolo
Il proibizionismo nacque negli Stati Uniti d'America su forte pressione delle cosiddette "Società per la Sobrietà", gruppi religiosi e gruppi politici caratterizzati in genere da un forte moralismo e fondamentalismo rispetto alle posizioni sostenute: alcuni di questi erano il Woman's Christian Temperance Union, l'Anti-Saloon League, l'American Temperance Society, la Daughters of Temperance, il Prohibition Party, la Scientific Temperance Federation e la New York Society for the Suppression of Vice. Quest'ultima società inoltre, tramite il fondatore Anthony Comstock, dopo anni di pressioni sul Congresso degli Stati Uniti riuscì a far promulgare una legge che proibiva la spedizione a mezzo posta di stampe erotiche di ogni tipo (libri, riviste, foto, giornali), pubblicazioni riguardo al controllo delle nascite e testi di biologia che mostrassero rappresentazioni accurate del corpo umano e addirittura di corrispondenza epistolare privata con accenni o riferimenti di natura sessuale; vi fu anche un tentativo di vietare nei musei le statue e i quadri di nudo.

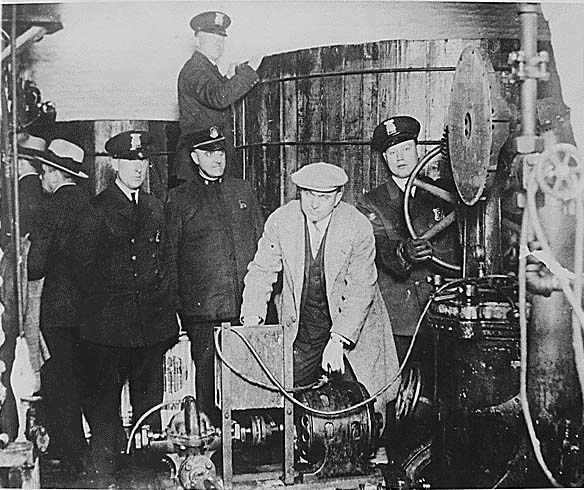
Scoperta e smantellamento di un laboratorio clandestino per la produzione di birra a Detroit

La prima Società per la Sobrietà sorse nel 1789 presso una comune agricola. Il fenomeno prese piede quando, dal 1808 in poi, alcuni di questi movimenti riuscirono a trasformarsi in organizzazioni nazionali, capaci d'influenzare fortemente tramite i loro voti la politica di Washington. L'American Temperance Society ad esempio, fondata nel 1826, godette del rinnovato interesse del periodo per la religione e la moralità: dopo 12 anni dalla fondazione contava più di 8 000 gruppi locali e oltre un milione e mezzo di affiliati. Nel 1839 erano stampati diciotto differenti giornali pro "Sobrietà" e, nel medesimo tempo, molte chiese protestanti iniziarono a promuovere la sobrietà. Fra i numerosi scopi religiosi di queste società vi erano in primo piano il bando di ogni bevanda alcolica e del gioco d'azzardo, oltre a una forte castità dei costumi che contemplava temi che spaziavano dal sesso a pagamento alla lunghezza delle gonne. A Norphlet (Arkansas), oltre al sesso pre-matrimoniale furono proibiti i rapporti sessuali "sconvenienti e lascivi" anche tra coppie sposate.
Da considerare che l'alcol era soggetto a un eccesso di consumo, che aveva delle conseguenze spesso devastanti a livello sociale, in particolar modo quando unito alla povertà e alla criminalità. Questo è anche uno dei motivi del forte ascendente che le Società per la Sobrietà avevano soprattutto nei confronti delle donne, nel fatto che molte di loro erano costrette a subire maltrattamenti e violenze a causa di mariti o padri in stato di ubriachezza, ormai completamente dipendenti dalla sostanza; è accertato che in alcuni soggetti l'assunzione di grossi quantitativi di alcol può aumentare l'aggressività o anche la scarsa visibilità e concentrazione nei casi di guida in stato di ebbrezza, cosa su cui le Leghe fecero molto conto, riuscendo a fare proseliti anche al di fuori dell'ambito religioso, a causa dell'esperienza diretta negativa che i futuri affiliati avevano avuto con l'alcol.
All'inizio del XX secolo s'insinuò inoltre la percezione che l'uso di alcol portasse a carenze sul lavoro, all'assenteismo, allo spendere i soldi in bevande alcoliche piuttosto che in beni generati dal sistema produttivo: fra i nomi eccellenti che in questo periodo si dichiararono favorevoli alla proibizione totale ci sono John D. Rockefeller, Henry Ford e Henry Bourne Joy, i quali aderirono all'Anti-Saloon League apportando enormi quantità di denaro. Con tali fondi a disposizione l'Anti-Saloon League ottenne in questo periodo una grande visibilità e un potere in grado di esercitare forti pressioni sulla politica nazionale. Le campagne per il regime dry (asciutto) iniziarono ad essere incentrate sui numeri: "I liquori sono responsabili del 25% della miseria, del 37% del depauperamento, del 45,8% della nascita di bambini deformi, del 25% delle malattie mentali, del 19,5% dei divorzi e del 50% dei crimini commessi nel nostro Paese", citano le statistiche del Congresso fornite dall'Anti-Saloon League nel 1914.

### Il Volstead Act e il bando degli alcolici

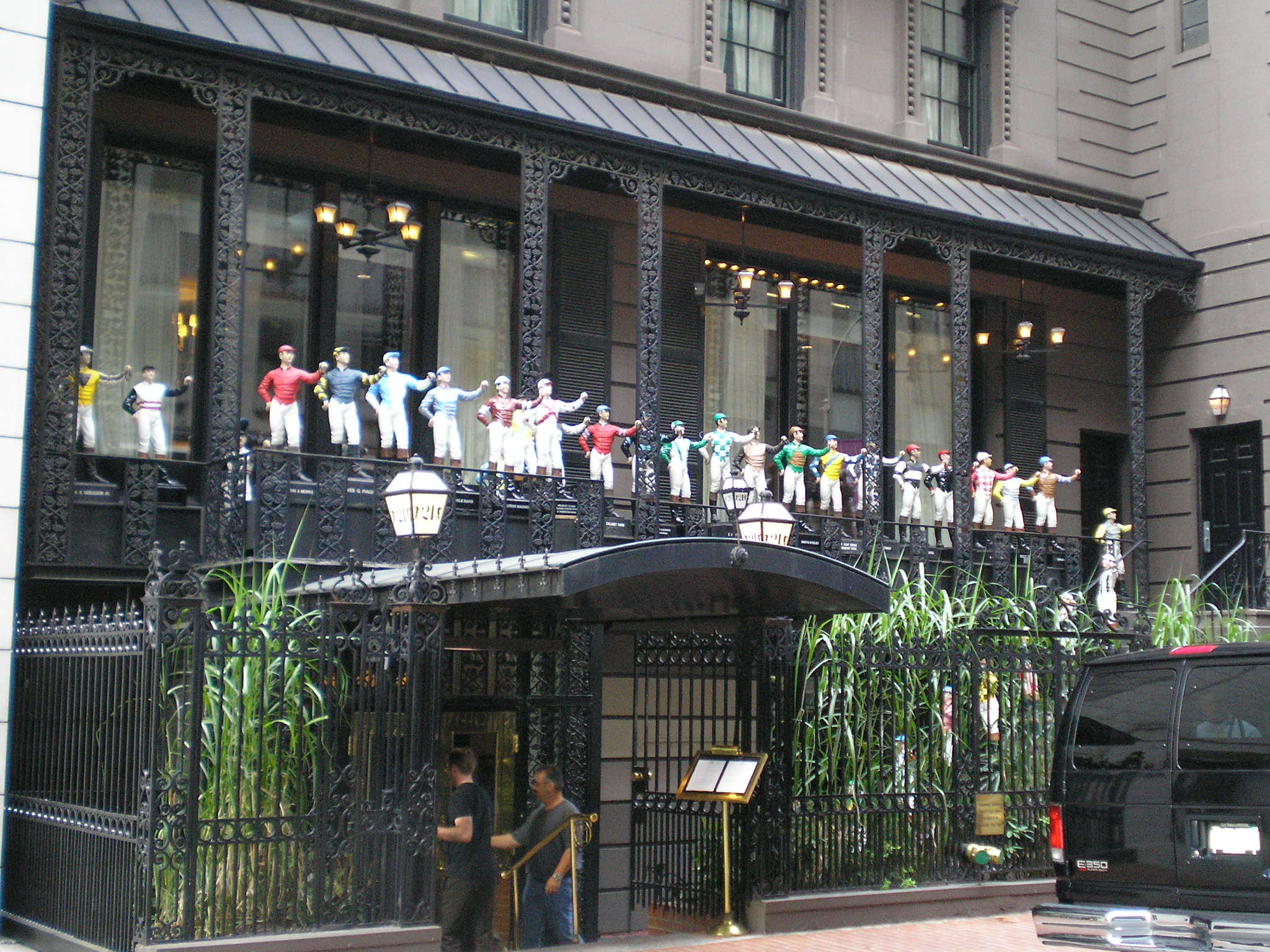
Il 21Club di New York, famoso speak-easy ai tempi del proibizionismo

Nello stesso clima di moralismo inviso a ogni tipo di uso, anche moderato, di qualsiasi sostanza alterante in cui venne bandito tramite l'Harrison Narcotics Act del 1914 l'uso dell'oppio (e poi nel 1937 l'uso della canapa), venne sancito il bando sull'alcool tramite il Volstead Act del 1919 e il XVIII emendamento degli Stati Uniti, entrato in vigore il 16 gennaio 1920. La sera del 15 gennaio in tutti gli Stati Uniti decine di migliaia di persone si riversarono nei negozi per fare rifornimento delle ultime bottiglie legalmente in vendita. Il senatore Andrew Volstead, che promosse la legge, dichiarò all'indomani dell'entrata in vigore: «I quartieri umili presto apparterranno al passato. Le prigioni e i riformatori resteranno vuoti. Tutti gli uomini cammineranno di nuovo eretti, tutte le donne sorrideranno e tutti i bambini rideranno. Le porte dell'inferno si sono chiuse per sempre». Dal giorno successivo il prezzo dell'alcol schizzò alle stelle, facendo nascere il conseguente mercato nero.
Già a mezzanotte e tre quarti del 15 gennaio, a Chicago, una banda armata assaltò un treno e rapinò un carico di whisky del valore di 100 000 dollari, dando così ufficialmente i natali al contrabbando e al mercato nero sugli alcolici; le prime conseguenze della proibizione furono infatti la comparsa di alcol (spesso in forma adulterata) sul mercato nero relazionato al traffico criminale, oltre al suo aumento esponenziale di valore in quanto la proibizione sanciva un'apparente rarità del prodotto che i trafficanti, istituiti in cartelli, mantennero in piedi.
Dopo l'istituzione del proibizionismo, milioni di americani vollero continuare a bere ed erano disposti a pagare quanto richiesto dal mercato nero per farlo; il prezzo degli alcolici aumentava di dieci volte dopo l'acquisto all'ingrosso in paesi dov'era ancora legale, come il Canada o il Messico, e il conseguente contrabbando in territorio statunitense. Sovente gli alcolici arrivavano con barche via mare, altre volte (fenomeno questo che, a un certo punto, divenne molto diffuso) venivano direttamente istituiti laboratori clandestini, anche nei boschi, dove si realizzavano birra o surrogati del whisky e di altri superalcolici, chiamati generalmente "moonshine", adulterati con vari coloranti e liquidi da taglio.
All'inizio le bottiglie venivano vendute in negozi di generi comuni, che tenevano una modesta quantità da parte a fronte dell'elevato margine di guadagno comparato al rischio. In seguito iniziarono a diffondersi in tutti gli Stati Uniti i cosiddetti speakeasy, sorte di club con ingresso tramite parola d'ordine dove si poteva bere tranquillamente. Nel 1920, anno dell'entrata in vigore del proibizionismo, nella sola New York erano presenti 32 000 speakeasy, contro i soli 15 000 bar legittimi di prima della proibizione.

### Il ruolo del crimine

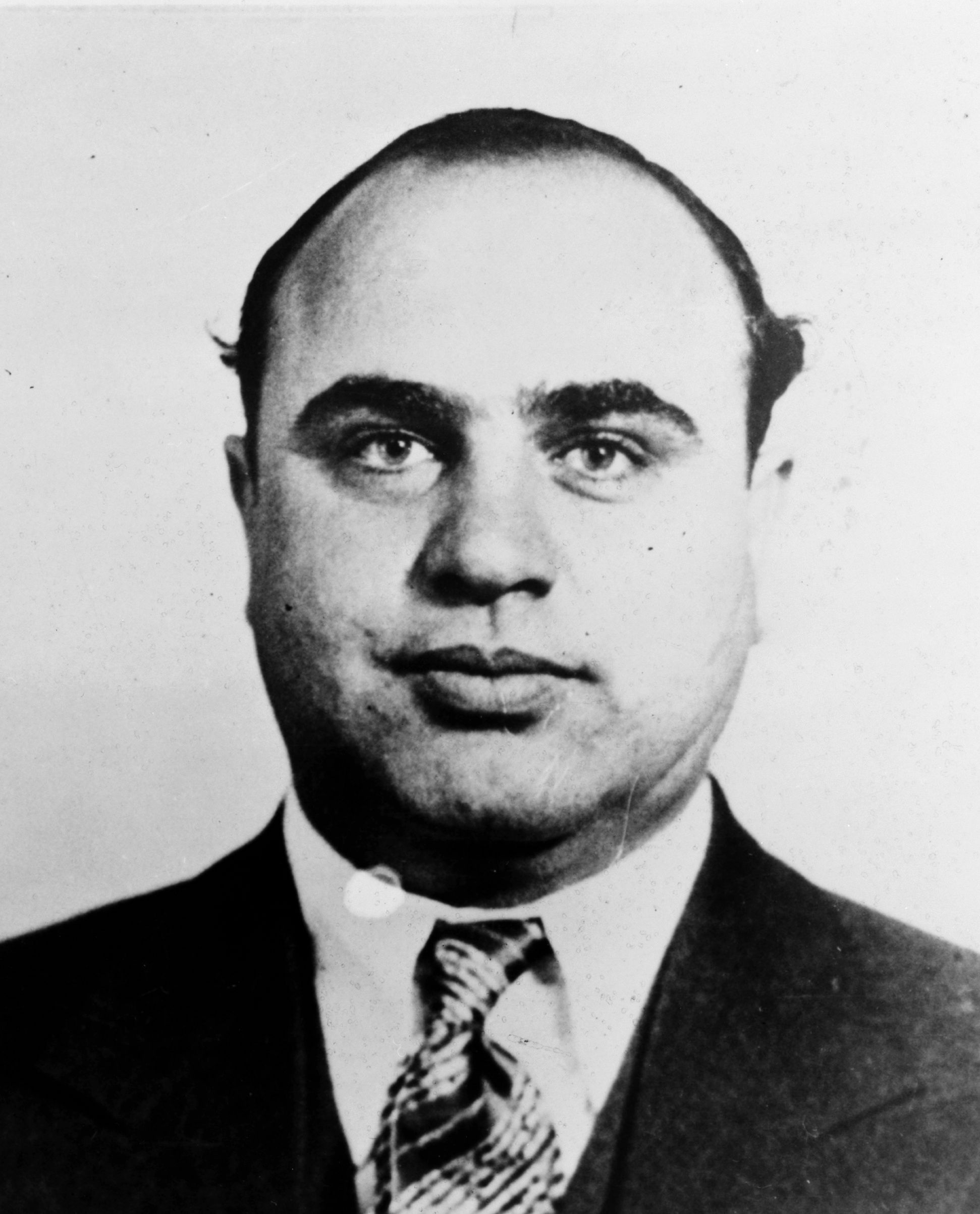
Al Capone, il gangster che fu tra i più importanti boss del traffico di alcolici

Il proibizionismo e i "ruggenti anni venti" furono indissolubilmente collegati alla nascita del fenomeno noto come gangsterismo, periodo la cui figura di spicco fu Al Capone; la sua fortuna infatti, così come quella di molti altri criminali conclamati e non, fu raggiunta tramite i proventi del traffico di alcol, sfruttando la proibizione e la conseguente crescita esponenziale del prezzo, oltre al fatto che, essendo la sostanza in questione non controllata e illecita, era possibile utilizzare metodi estranei al comune mercato per imporre il proprio prodotto e/o ottenere condizioni più favorevoli in generale.
All'inizio Capone si rifornì da importatori della Florida, di New York, di Detroit o dai distillatori clandestini di Chicago, per poi rivendere gli alcolici agli speakeasy, ovvero locali in cui si vendevano bevande alcoliche al pubblico illegalmente, spesso in regime di esclusiva: questo garantiva all'esercizio commerciale prezzi più favorevoli e tagliava, a favore dell'offerente, la concorrenza di altre bande criminali. Anche l'esclusiva, a differenza che nel mercato legale, era ottenuta con mezzi spesso coercitivi, applicando una legge propria che esulava da governo e polizia, la quale tra l'altro veniva sistematicamente corrotta. Fra le bande di malavitosi iniziarono violenti scontri a colpi di mitra Thompson nelle strade delle città, allo scopo di guadagnare territorio (esattamente come accade fra le bande di oggi legate al narcotraffico); chi avesse voluto entrare nel mercato avrebbe dovuto armarsi e strutturare un'organizzazione criminale per competere con quelle esistenti.
Si trattava di un giro d'affari nell'ordine di miliardi di dollari dell'epoca, esentasse; Capone era il numero uno del business nella città di Chicago, con un accertamento fiscale datato 1927 di oltre cento milioni di dollari. I proventi del traffico di Capone venivano reinvestiti in altre attività, legali e illegali, servirono a pagare la sua candidatura in politica e il controllo che egli esercitava sul Municipio, perfino nella figura del sindaco William Hale Thompson, e sulla polizia. Capone, durante una delle frequenti interviste che ormai rilasciava come personaggio pubblico, ebbe a dichiarare: «Ho fatto i soldi fornendo un prodotto richiesto dalla gente. Se questo è illegale, anche i miei clienti, centinaia di persone della buona società, infrangono la legge. La sola differenza fra noi è che io vendo e loro comprano. Tutti mi chiamano gangster. Io mi definisco un uomo d'affari».

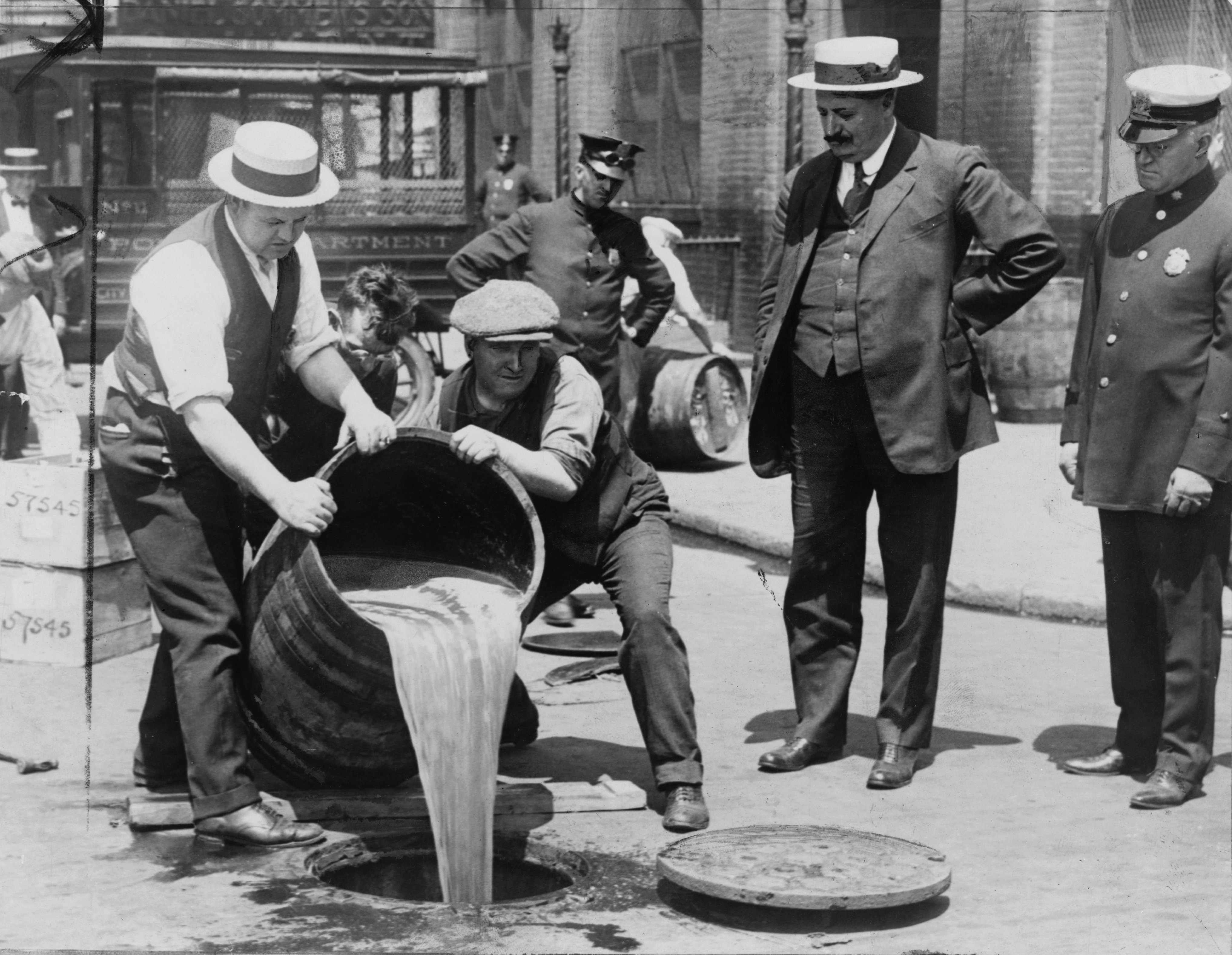
Sequestro e sversamento nelle fogne di un barile di alcool durante il proibizionismo

Nel 1929 il Congresso votò un ampliamento alla legge sul proibizionismo, ritenendo che la stessa non avesse funzionato, per quasi un decennio, a causa della sua blandezza. Si approvò quindi una norma che stabiliva pene detentive anche per chi consumasse alcol, mentre fino a quel momento erano vietate solo la produzione, l'importazione e la vendita; la teoria era che, se si arrestava chi beveva, ci sarebbero state meno vittime dell'alcol e dei crimini correlati. Si aprì così una fase di forte belligeranza fra la polizia e le bande criminali, in risposta a efferati atti di sangue come la strage di San Valentino e al conseguente malcontento dell'opinione pubblica, che iniziava a domandarsi se proibire una sostanza fosse il modo più razionale per arginare gli eventuali problemi collegati al suo consumo.
Il 14 febbraio 1929 la banda di Al Capone tese un agguato per sterminare quella del concorrente Bugs Moran: travestiti da poliziotti, i suoi uomini fecero irruzione in un garage al 2122 di North Clark Street, sede del quartier generale della North Side Gang, organizzazione capeggiata in passato da Dean O'Banion e guidata poi da George "Bugs" Moran, principale concorrente di "Big Al" nel mercato degli alcolici: allineati i sette presenti lungo un muro, come per un normale controllo di polizia, li fucilarono alla schiena. L'episodio resta a tutt'oggi uno dei più cruenti regolamenti di conti della storia della malavita e destò all'epoca un forte scandalo nell'opinione pubblica. Venne istituito un regime di tolleranza zero nei confronti dell'alcol e di chi lo commerciava illegalmente: la polizia sparava in modo sensazionalistico ai barili sui camion, spaccava a manganellate le bottiglie nei locali sotto gli occhi dei giornali, ingaggiava frequenti conflitti a fuoco in strada con i gangster. Le vittime fra gli agenti furono molte, così come quelle fra i cittadini inermi, ai quali bastava un gesto equivoco per finire sotto i proiettili della polizia: la commissione Wickersham, istituita dal presidente degli Stati Uniti Hoover, documentò decine di casi di vittime civili.

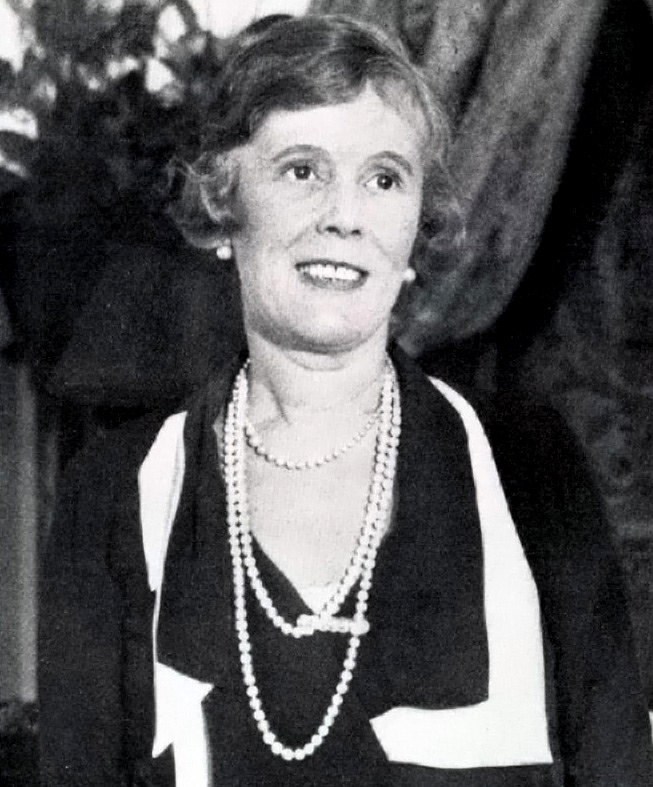
Pauline Sabin, fondatrice della Women's Organization for National Prohibition Reform, associazione che propugnava la fine del proibizionismo

Al Capone venne imprigionato per evasione fiscale ad Atlanta nel 1932, ma molti altri che avevano fatto fortuna col business dell'alcol proibito continuarono a mantenere in piedi il loro impero per decenni, come Lucky Luciano, o provvidero a renderlo completamente legale, come Joseph P. Kennedy, contrabbandiere di alcol negli anni della proibizione e padre del futuro presidente degli Stati Uniti John Fitzgerald Kennedy. I più grossi finanziatori dell'Anti-Saloon League, per esempio coloro i quali avevano apportato i maggiori capitali e quindi il maggior potere all'istituzione, come Henry Bourne Joy della casa automobilistica Packard e il magnate del petrolio John D. Rockefeller, avevano appoggiato la Sobrietà perché ritenevano che gli operai non avrebbero bevuto prima di lavorare o sul posto di lavoro, aumentando e rendendo più efficiente la produttività, e perché avrebbero speso i loro soldi in beni prodotti dalle imprese piuttosto che sperperarli nei bar. In realtà chi voleva bere, anche dopo l'entrata in vigore del proibizionismo, poteva farlo ancora e i lavoratori scarsamente produttivi a causa dell'alcol lo erano ancora meno a causa dei beveroni adulterati che ingerivano (è dovuta al proibizionismo, ad esempio, l'insorgenza dell'avvelenamento da metanolo); inoltre, vista la proibizione ed il conseguente decuplicarsi dei prezzi correlato al mercato nero, i cittadini spendevano per bere molti più soldi di prima. Joy e Rockefeller uscirono quindi dalla Anti-Saloon League e confluirono nella neonata Association Against the Prohibition Emendament (Associazione contro l'emendamento sulla proibizione), Joy ebbe a dichiarare: «Ho fatto un errore. Mi sono stupidamente sbagliato. L'America deve aprire gli occhi».
Altro motivo fondamentale per il cambio di fronte dei grossi imprenditori, oltre al riscontro delle incoerenze della proibizione, fu che il Governo degli Stati Uniti, avendo perso svariati miliardi di dollari l'anno con la cancellazione della tassazione sulle bevande alcoliche, fu costretto a istituire una nuova tassa che penalizzava le grandi imprese e i contribuenti più ricchi. Passarono così al fronte antiproibizionista anche colossi come la dirigenza di General Motors e il presidente della banca J.P. Morgan Guarantee Trust Co., Charles Hamilton Sabin, nonché la moglie di quest'ultimo, Pauline Morton Sabin, che in precedenza era stata una grande sostenitrice della "Temperanza", avendo affermato: «Sono favorevole pensando ai miei ragazzi. Penso che un mondo senza liquori sarebbe un bel mondo».
Dopo l'esplosione degli speakeasy e del whisky, più pratico da trasportare della meno potente birra, nelle neonate fiaschette da tasca, molte donne iniziarono a cambiare idea. Nel maggio 1929 la Sabin organizzò un incontro presso un albergo di Chicago, rivolto a mogli e madri di famiglie dell'alta società; in quell'occasione dichiarò: «Non vogliamo che i nostri ragazzi crescano nell'atmosfera degli speakeasy. Prima del proibizionismo i miei figli non avevano accesso all'alcol, ora lo trovano ovunque». Da quell'esperienza nacque la WONPR, Women Organization for National Prohibition Reform (Organizzazione delle donne per la riforma della proibizione nazionale), lega antiproibizionista che dopo due anni contava 300 000 adesioni, dopo quattro anni un milione e mezzo. La Sabin tenne perfino un discorso al Congresso degli Stati Uniti, dove venne applaudita da tutti i parlamentari, molti dei quali, avendo raggiunto quella posizione tramite il Movimento per la temperanza, non osavano parlare contro la proibizione per quanto fossero convinti della sua erroneità e pericolosità sociale. Il Presidente Hoover, eletto nel 1928, non volle prendersi la responsabilità di abrogare la legge, limitandosi a istituire la Commissione Wickersham per indagare sui risultati della proibizione. Si dovette aspettare Roosevelt che, nella campagna elettorale del 1932, dichiarò di voler cancellare il proibizionismo, ottenendo l'appoggio della Sabin e di tutto l'elettorato a lei collegato.

### Il Blaine Act e la fine

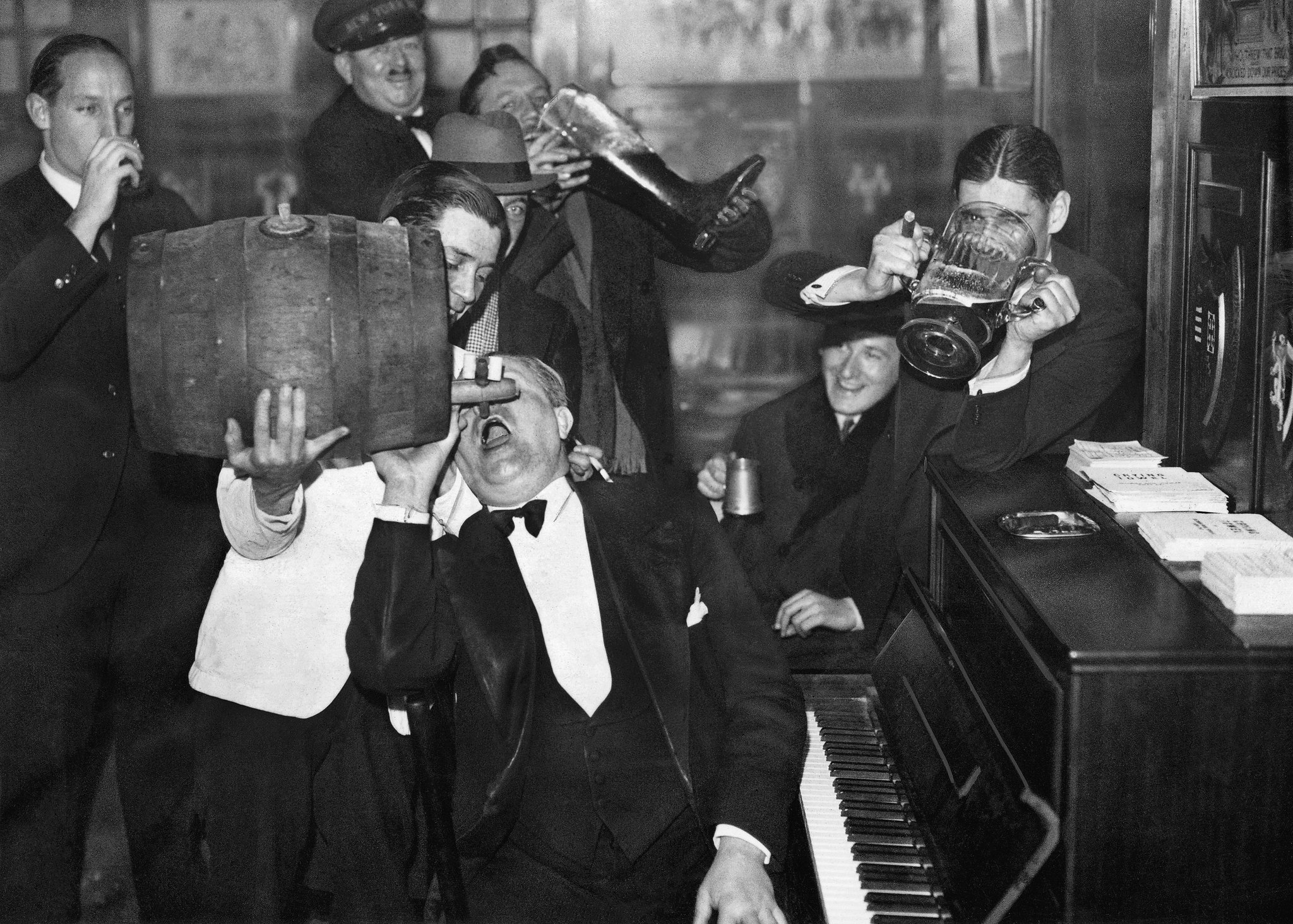
Americani festeggiano la fine del proibizionismo, 1933

Alle ore 17:27 (ora standard orientale) di martedì 5 dicembre 1933 si sancì la fine del XVIII emendamento e del Volstead Act con l'entrata in vigore del XXI emendamento, che ratificava il Blaine Act del 17 febbraio: milioni di americani poterono acquistare l'alcol liberalizzato e regolarmente tassato, facendo impennare le entrate del Governo e nei sei mesi seguenti vennero anche creati circa un milione di posti di lavoro collegati all'industria degli alcolici. Migliaia di affiliati a bande criminali correlate al mercato nero dell'alcol videro andare in fumo, da un giorno all'altro, un affare da milioni di dollari.

## Riferimenti cinematografici e televisivi
- 1931 - Muraglie (Pardon Us) di James Parrott
- 1931 - Nemico pubblico (The Public Enemy) di William A. Wellman
- 1932 - Scarface - Lo sfregiato (Scarface) di Howard Hawks
- 1939 - I ruggenti anni Venti (The Roaring Twenties) di Raoul Walsh
- 1958 - La legge del mitra (Machine-Gun Kelly) di Roger Corman
- 1959 - A qualcuno piace caldo (Some Like It Hot) di Billy Wilder
- 1959-1963 - Gli intoccabili (The Untouchables), serie TV
- 1965 - Mudhoney di Russ Meyer
- 1967 - Il massacro del giorno di San Valentino (The St. Valentine's Day Massacre) di Roger Corman
- 1967 - Gangster Story (Bonnie and Clyde) di Arthur Penn
- 1968 - Quella notte inventarono lo spogliarello (The Night They Raided Minsky's) di William Friedkin
- 1971 - La via del rhum (Boulevard du rhum) di Robert Enrico
- 1974 - Il padrino - Parte II (The Godfather Part II) di Francis Ford Coppola
- 1974 - Il grande Gatsby (The Great Gatsby) di Jack Clayton
- 1974 - Piazza pulita di Luigi Vanzi
- 1984 - C'era una volta in America di Sergio Leone
- 1984 - Cotton Club di Francis Ford Coppola
- 1984 - Per piacere... non salvarmi più la vita (City Heat) di Richard Benjamin
- 1986 - Superfantozzi di Neri Parenti
- 1987 - The Untouchables - Gli intoccabili (The Untouchables) di Brian De Palma
- 1989 - Harlem Nights di Eddie Murphy
- 1990 - Crocevia della morte (Miller's Crossing) di Joel ed Ethan Coen
- 1991 - Bugsy di Barry Levinson
- 1994 - Pallottole su Broadway (Bullets Over Broadway) di Woody Allen
- 1996 - Ancora vivo - Last Man Standing (Last Man Standing) di Walter Hill
- 1996 - Fratelli (The Funeral) di Abel Ferrara
- 2001 - Hollywood Confidential (The Cat's Meow) di Peter Bogdanovich
- 2002 - Era mio padre (Road to Perdition) di Sam Mendes
- 2007 - Cold Case episodio 21 stagione 4
- 2009 - Nemico pubblico - Public Enemies (Public Enemies) di Michael Mann
- 2009-2016 - Castle, serie TV
- 2010-2014 - Boardwalk Empire - L'impero del crimine (Boardwalk Empire), serie TV
- 2012 -  Lawless di John Hillcoat
- 2013 - Il grande Gatsby (The Great Gatsby) di Baz Luhrmann
- 2016 - La legge della notte (Live by Night) di Ben Affleck
- 2017 - Gangster Land di Timothy Woodward Jr.
- 2020 - Ma Rainey's Black Bottom di George C. Wolfe
- 2022 - Lo show di Patrick Stella (anche se al posto delľ alcool venne proibito il gelato)